# Укравтобуспром
Открытое акционерное общество «Украинский институт автобусо-троллейбусостроения» (укр. Український інститут автобусо-тролейбусобудування "Укравтобуспром"), сокращённо ОАО «Укравтобуспром» — один из основных разработчиков автобусов, троллейбусов и специальных транспортных средств на Украине.

## История

### 1964—1991
В 1964—1965 годы конструкторский отдел Львовского автобусного завода вместе с экспериментальным цехом ЛАЗа был выделен из состава предприятия и преобразован в Головное союзное конструкторское бюро по городским автобусам средней и большой вместимости (ГСКБ) . Наличие экспериментального цеха позволяло самостоятельно изготавливать опытные образцы экспериментальных автобусов.
Среди первых самостоятельных работ ГСКБ — модернизированные варианты автобусов ЛАЗ-695 и ЛАЗ-697 (ЛАЗ-695М и ЛАЗ-697М) и созданный в 1966 году экспериментальный городской автобус ЛАЗ-698. В 1968 году здесь был создан опытный низкопольный автобус ЛАЗ-360, в 1969 году — опытный автобус ЛАЗ-360Э.
В 1970 году львовским ГСКБ и лабораторией электроприводов Центрального научно-исследовательского автомобильного и автомоторного института был разработан и построен экспериментальный низкопольный 11-метровый четырёхосный городской автобус ЛАЗ-360ЭМ.
В 1974 году институт начал проектирование первых четырёх специальных автобусов ЛАЗ для доставки космонавтов на космодром Байконур.
В 1975 году ГСКБ было преобразовано во Всесоюзный конструкторско-экспериментальный институт автобусостроения (ВКЭИавтобуспром).
В середине 1970-х годов ВКЭИ начал работы по созданию нового унифицированного семейства автобусов (в состав которого входили средний городской автобус ЛАЗ-4202, пригородный автобус ЛАЗ-42021, большие городские автобусы ЛиАЗ-5256 и ЛиАЗ-5256М и туристские ЛАЗ-5255).
В 1978 году под руководством Я. Д. Галькевича были созданы два первых вахтовых автобуса 3964 и 4947  — на шасси ГАЗ-66-96 и Урал-375 соответственно.
В 1982—1983 гг. был разработан 21-местный автобус ТС-3965 на шасси ГАЗ-53.
В 1984—1985 гг. был создан первый серийный советский автобус на газообразном топливе — ЛАЗ-695НГ, также были созданы опытные ЛАЗ-4206 (для замены ЛАЗ-695Н) и ЛАЗ-4207 (для замены ЛАЗ-699Р); под руководством А. В. Чанкова совместно с Заводом им. Урицкого (ЗиУ) шла работа по созданию нового семейства троллейбусов, максимально унифицированных с ЛиАЗ-5256; началось проектирование принципиально нового 114-местного автобуса большого класса.
С 1988 года на новых автобусах ВКЭИ для повышения надёжности электрической сети жгуты проводов начали помещать в защитные гофрированные трубки. Первыми моделями автобусов, на которых применили это решение, стали ЛАЗ-4206 и ЛАЗ-4207.
В 1990-1991 годы были созданы автобус малого класса 4209 на шасси ЗИЛ-4333, автобус среднего класса 42091 на шасси ЗИЛ-4331, передвижная телевизионная станция «Кипарис» на шасси КамАЗ-53213 и опытный 180-местный сочленённый троллейбус ЗИУ-6201 на базе кузова ЛиАЗ-5256. Последний был изготовлен для Ереванского троллейбусного управления, существовали планы производства на ереванском заводе автопогрузчиков. Из-за распада СССР проект не был реализован, троллейбус так и остался стоять в троллейбусном депо в Ереване.
Также, в 1991 году ВКЭИ завершил проектирование пригородной модификации ЛиАЗ-5256 с механической коробкой передач и изменённой тормозной системой (в ходе проектирования этот автобус проходил под наименованием пригородный автобус большой вместимости 52565, но производился под наименованием ЛиАЗ-52565).

### После 1991
После провозглашения независимости Украины институт получил новое наименование «Укравтобуспром» и стал основным научным центром страны по разработке новых моделей автобусов.
К 1992 году институт продолжал разработку сочленённого автобуса 6210, троллейбуса большой вместимости 5257 и троллейбусов 6201 и 6204.
В 1993 году институт разработал проект автобуса КАМАЗ-5262 для Камского автозавода.
В начале 90-х «Укравтобуспром» вошёл в состав автобусостроительного концерна «Автрокон». Существовали планы производства на предприятиях концерна автобусов 4209 (на Тульском автобусном заводе) и 42091 (на заводах в Алексине, Мичуринске и Сургуте). Специально для Сургутского автобусного завода институт построил в 1993 году автобус АКА-4213 (утеплённый вариант модели 42091). Однако в Сургуте собрали всего три автобуса, и проект закрыли. Впоследствии «Укравтобуспром» вышел из состава концерна. В 1993-1996 гг. документации на автобус 42091 передали также Будённовскому РМЗ, заводу «Металлист» (Украина), заводу «Новая БряньСельмаш» и фирме «КомТранс».
В 1993 г. завод разработал семейство «Сула» на шасси УАЗ-3303: было выпущено два микроавтобуса 2210, пикап 3980 и автомобиль «скорой помощи» 3980. Планировалось выпускать «Сулу» (основной упор должен был делаться на «скорую помощь» и реанимобиль) на заводе «Автомаш» в Лубнах, но реализован этот проект не был.
В мае 1995 года Кабинет министров Украины включил завод в перечень предприятий, подлежащих приватизации в течение 1995 года.
В конце 1990-х годов его мощности решили использовать для производства собственных автобусов под маркой «Тур». Но модели так и не нашли массового потребителя на украинском рынке.
В 1997 году был разработан полутораэтажный туристический автобус на шасси Scania K94B (предложенный заказчикам в двух модификациях: Тур А171 и Тур А172 — с 340-сильным двигателем Deutz или 364-сильным двигателем DAF), построенный в одном экземпляре.
В 1998 году был разработан 12-метровый экспериментальный городской автобус Тур А181 (который планировалось выпускать на днепропетровском заводе «Южмаш»).
На рубеже 1990-х — 2000-х годов «Укравтобуспром» начал разрабатывать модельный ряд автобусов на шасси Isuzu, выпускаемых корпорацией «Богдан».
В начале 2001 года началось сотрудничество института с авторемонтным предприятием «Стрый Авто», которое освоило малосерийное производство микроавтобусов. Также, в 2001 году был собран новый 12-метровый туристический автобус «Тур А-174» на шасси грузовика Scania K941B.
23 декабря 2004 года «Укравтобуспром» был включен в перечень предприятий, имеющих стратегическое значение для экономики и безопасности Украины.
В 2005 году «Укравтобуспром» начал серийное производство 18-местного микроавтобуса «Тур А049» на шасси российской «Газели». К началу апреля 2008 года их было выпущено около 70, до конца февраля 2009 года выпустили 350 «Тур А049». «Тур А049» во многом напоминает модель БАЗ-2215 «Дельфин», которую серийно производила корпорация «Эталон», что неудивительно, поскольку обе машины проектировались на ОАО «Укравтобуспром», специалисты которого также разработали и другие модели автобусов, выпускаемых корпорацией «Эталон».
В 2006 году были завершены работы по созданию специализированного школьного автобуса и построен первый школьный автобус Тур А078 на шасси ЗИЛ-5301ЕО.
Также, в 2005—2006 гг. «Укравтобуспром» совместно с Запорожским автомобильным заводом разработал модель автобуса малого класса ЗАЗ A07A1 I-VAN на шасси TATA LPT-613 индийского производства (изготовление I-VAN началось весной 2006 года на Запорожском автозаводе).
Во второй половине 2000-х годов положение «Укравтобуспром» осложнилось в связи с сокращением заказов (создание собственных КБ корпорациями «Богдан» и «Эталон» прекратило их сотрудничество с «Укравтобуспром»). В результате, 2007 год «Укравтобуспром» завершил с убытком 1,092 млн. гривен.
В феврале 2008 года Кабинет министров Украины принял решение о продаже находившихся в государственной собственности 39,35 % акций предприятия за 320 796 гривен. Начавшийся в 2008 году экономический кризис осложнил положение предприятия (за 2008 год доходы института составили 10 млн гривен и 2008 год «Укравтобуспром» завершил с убытком 3 тыс. гривен) и привёл к снижению его инвестиционной привлекательности, в результате продажа государственного пакета акций «Укравтобуспром» была отложена.
В течение 2009 года предприятие практически не работало (была построена опытная партия из пяти автобусов Тур А097 на шасси китайского грузовика FAW СА 1061) и закончило 2009 год с убытком 335 тыс. гривен. 27 октября 2010 года Фонд государственного имущества Украины вновь объявил о продаже 39,35 % государственных акций «Укравтобуспром» (к этому времени остальные 60 % акций уже были распределены между сотрудниками предприятия, при этом главе правления Любомиру Крайнику принадлежал наиболее значимый пакет в размере 5,1 % акций).
В 2012 году был создан автобус Тур А407 на шасси Mercedes-Benz Vario.
В 2013 году был создан городской автобус на шасси Mercedes-Benz Sprinter.
В 2015, 2016 и 2017 году предприятие не выпустило ни одной единицы автомобильной техники.

## Современное состояние
По состоянию на 2018 год «Укравтобуспром» имел возможность выпускать микроавтобусы Тур А049 на шасси «Газели» и Тур А407 на шасси Daimler-Benz Vario, а также многофункциональные фургоны-полуприцепы 9902, 99021, 99022 для седельных тягачей.

## Галерея

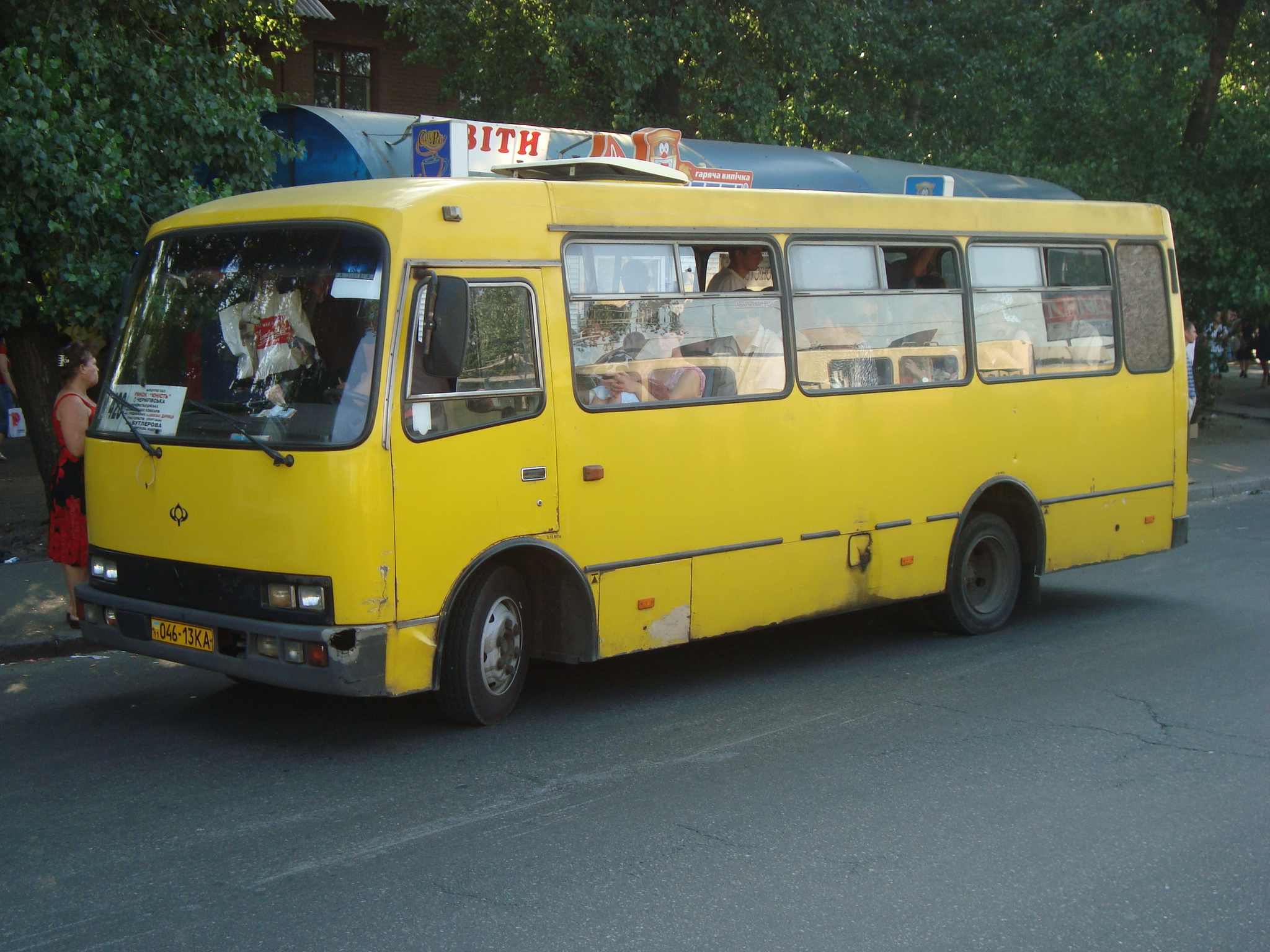
Тур А091 выпускался как Богдан А091
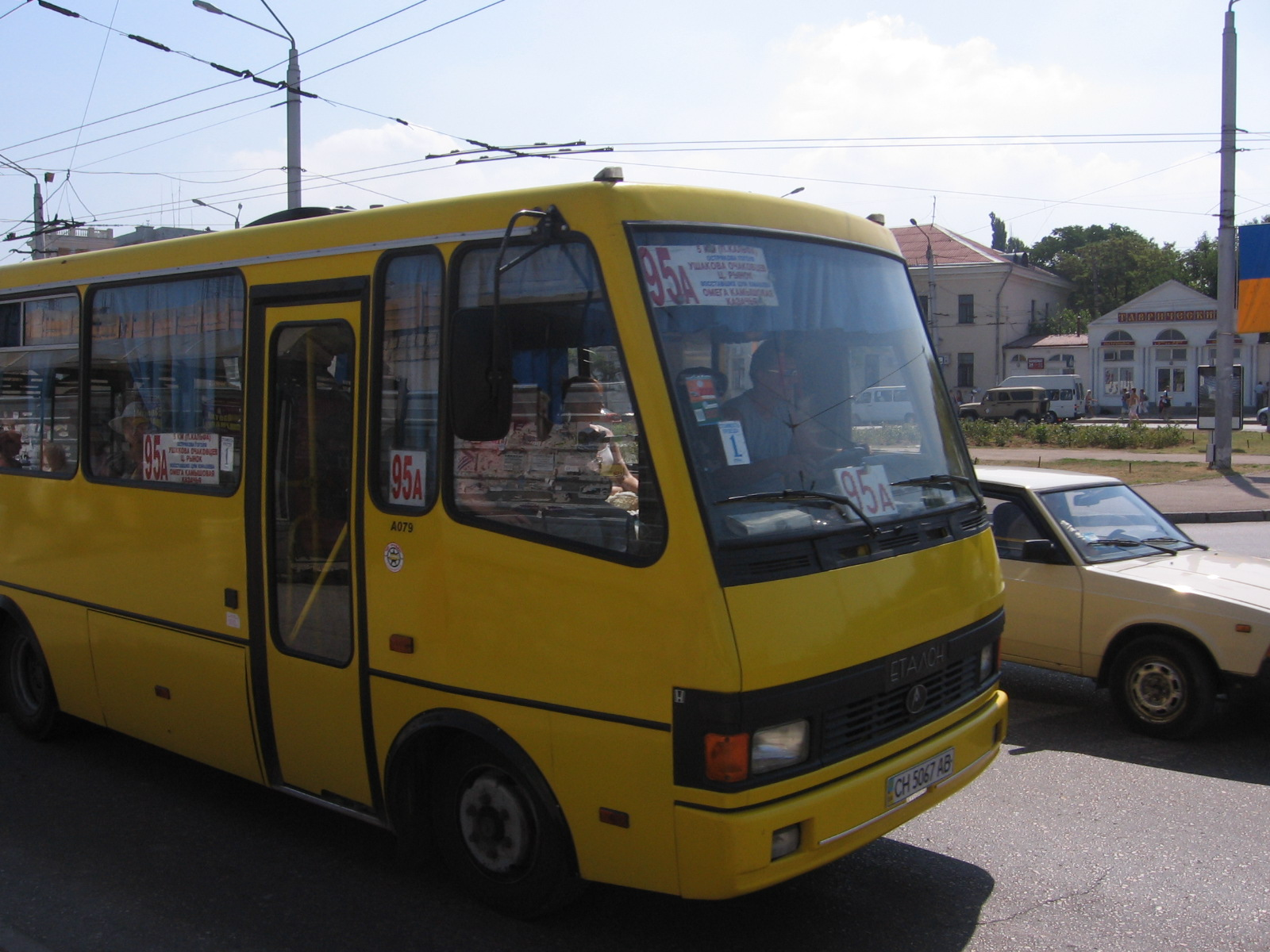
Тур-А079 выпускается как БАЗ А079
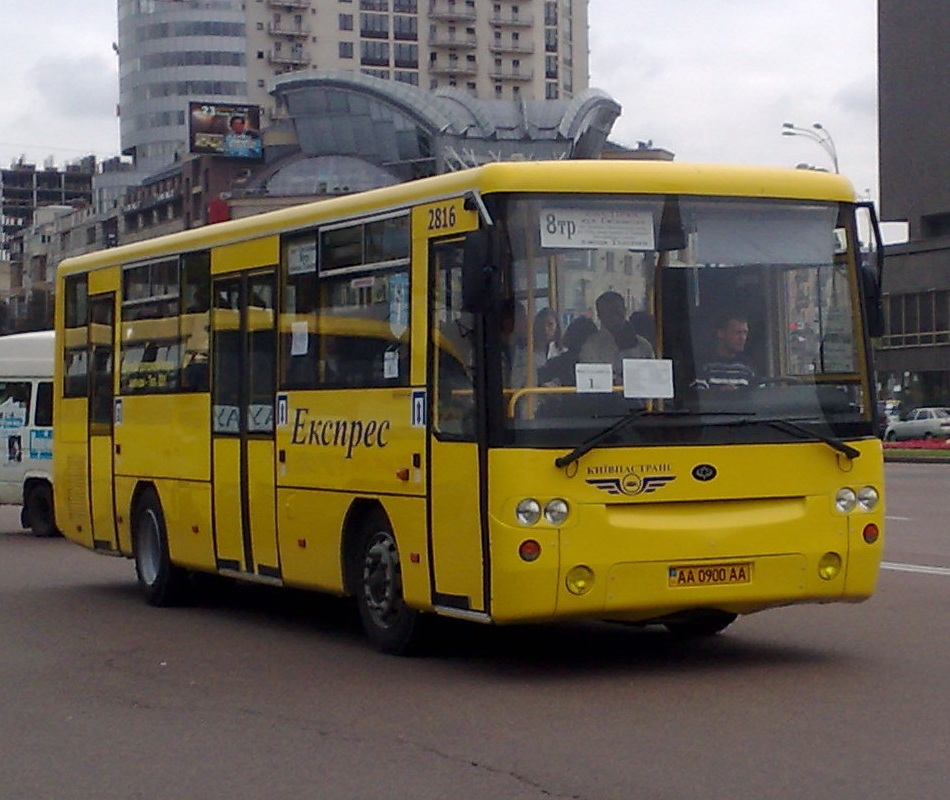
Тур А144 выпускается как Богдан А144